# Judith Hemmendinger
Pour les articles homonymes, voir Feist.
Judith Hemmendinger (née Feist le 2 octobre 1923, à Bad Homburg vor der Höhe (Allemagne) et morte le 24 mars 2024) est travailleuse sociale juive française d'origine allemande, connue pour son aide aux Enfants de Buchenwald à la fin de la Seconde Guerre mondiale, en particulier Elie Wiesel, Naphtali Lau-Lavie, Israel Meir Lau et Menashe Klein. Éventuellement, dans le cadre de ses recherches et ses écrits, elle s'intéresse aux enfants survivants de l'Holocauste.

## Biographie

### Jeunesse
Judith Feist est née le 2 octobre 1923 à Bad Homburg vor der Höhe, en Allemagne. Elle est la fille de Hannah et Philippe Feist. La famille est aisée, d'une haute éducation et suit une pratique religieuse orthodoxe. Son père, né le 21 juillet 1890 à Francfort-sur-le-Main,, est un ingénieur et sa mère a un doctorat en zoologie de l'université de Heidelberg. Elle a deux frères et sœurs : Selma, l'épouse de Moshé Catane (1922, Francfort-sur-le-Main – 16 mars 2013, Jérusalem), et Moshe [Martin Pazi, (Feist)] (11 décembre 1924-), marié à Ahuva Zukowsky, Jacob Feist Pazi et Ellen Feist.

### En France
En 1928, la famille Feist s'installe en France, à Eaubonne, en Val-d'Oise, passant l'été à Megève, en Haute-Savoie. Comme à Eaubonne, il n'y a pas de communauté juive, les enfants Feist fréquentent l'école publique et reçoivent des cours particuliers en hébreu et en Bible.
La famille Feist finit par s'installer à Paris.

### La Seconde Guerre mondiale

#### La famille Feist
À la déclaration de la Seconde Guerre mondiale, en septembre 1939, la famille Feist se trouve à Megève. Étant citoyen allemand, Philippe Feist est arrêté et détenu dans un camp en Normandie, en compagnie des membres de l'ambassade d'Allemagne. Il passe son temps à étudier le Talmud. Le reste de la famille est assigné à résidence à Megève.
En juin 1940, Philippe Feist recouvre sa liberté et la famille s'installe à Roanne (Loire, Rhône-Alpes). L'ambassade allemande recommande à Philippe Feist de revenir à Paris, car elle ne peut garantir sa sécurité en zone libre et il revient seul à Paris. Dans la capitale, Philippe Feist passe la journée à étudier le Talmud, avec monsieur Chouchani, dans le métro parisien, pour se maintenir au chaud. À la demande du grand-rabbin Schneour Zalman Schneersohn, Philippe Feist vient à Voiron s'occuper de l'administration de la maison d'enfants.
Alors qu'il est à la gare de Nice, il est arrêté et interné au camp de Gurs, puis transféré au camp de Drancy puis déporté à Auschwitz, par le convoi No 60, en date du 7 octobre 1943, où il est assassiné dès son arrivée.
En 1941, Paul Klein (plus tard Moshé Catane) épouse Selma Feist (connue plus tard comme Choulamith Catane), la sœur de Judith Hemmendinger.

#### Judith Feist
Le 1er janvier 1943, sous le nom de Jacqueline Fournier (elle garde la première lettre de son prénom et nom de famille, JF), elle arrive à Taluyers (Rhône), près de Lyon, dans une ferme-école religieuse,,,, sous les auspices des éclaireurs israélites de France, fondée en été 1941 par Frédéric-Shimon Hammel et son épouse. Les élèves de cette école consistent en 22 garçons et 2 filles, munis de faux-papiers.
À Taluyers, Judith rencontre celui qu'elle va plus tard épouser, Claude Hemmendinger. Il est né le 7 avril 1923 à Strasbourg, le fils de Fernand et Alice Hemmendinger. Il a une sœur, Janine, né en 1928. Avant la Seconde Guerre mondiale, Claude Hemmendinger étudie à l'école supérieure de commerce de Montpellier. En 1942, il arrive à Taluyers, ayant choisi le nom de Claude Hamelin (il conserve la première lettre de son prénom et de son nom, CH) et y reste jusqu'en avril 1944.
Durant l'été 1943, Judith Feist travaille à Ussac, commune située dans l'aire urbaine de Brive-la-Gaillarde, en Corrèze.
À la mi-septembre 1943, la mère de Judith Feist la prévient que son père a été arrêté. Elle veut se réfugier en Suisse avec les deux plus jeunes enfants et demande à Judith de les accompagner. Ils font appel à un passeur qui les amène à Annemasse où il les laisse à leurs sorts. Après avoir passé la frontière franco-suisse, ils sont arrêtés par la police suisse et transférés dans une prison à Genève.

### Israël
Elle s'installe à Jérusalem en 1970.

## Thèse de doctorat
Le 3 avril 1981, elle soutient sa thèse de doctorat à la faculté des Sciences Humaines de l'université de Strasbourg (Université Strasbourg II et obtient la mention : Très Honorable.

## Honneurs
Elle devient officier de la Légion d'honneur le 9 décembre 2003 à l'Hôtel de la Monnaie de Paris et reçoit sa médaille des mains de l'amiral René Bloch.

## Œuvres
- (en) Judith Hemmendinger & Robert Krell. The Children Of Buchenwald. Child Survivors of the Holocaust and their post-war Lives. Gefen: Jérusalem, New York. 2000. Préface d'Elie Wiesel pour l'édition de 1984.  (ISBN 965-229-246-X)
- Judith Hemmendinger, La vie d'une Juive errante : de Bad-Homburg vor der Höhe à Jérusalem, Paris, L'Harmattan, 2008, 385 p. (ISBN 978-2-296-06796-7, lire en ligne)
- Judith Hemmendinger. Revenus du Néant. Cinquante ans après: l'impossible oubli. 23 témoignages. L'Harmattan[19]

## Articles annexes
- Marc Breuer
- Buchenwald
- Monsieur Chouchani
- Frédéric-Shimon Hammel
- Menashe Klein
- Israel Meir Lau
- Naphtali Lau-Lavie
- Œuvre de secours aux enfants
- Schneour Zalman Schneersohn
- Elie Wiesel